# Lónya
Lónya is een plaats (község) en gemeente in het Hongaarse comitaat Szabolcs-Szatmár-Bereg. Lónya telt 825 inwoners (2008).